# 砂防学会
公益社団法人砂防学会（さぼうがっかい、Japan Society of Erosion Control Engineering）は、東京都千代田区の砂防会館内に事務局を置く日本の農学系学会である。

## 概要
1931年（昭和26年）1月に発足し、1988年（昭和63年）に社団法人化、2013年（平成25年）には公益社団法人へと移行した。元文部科学省所管。
土砂災害に関する防災科学技術の振興や砂防学の進歩によって国土の保全、国民生活の安全等に寄与することを目的としている。会員数は1,957人（個人会員）。
2019年（平成31年）4月に「砂防」を専攻する大学教授が減少で、緊急声明を発表。今後5年間に若手研究者への支援・研究費の助成・国際会議の参加。広報活動の強化、出版委員会を設立する。

## 歴代会長
- 海堀正博 (4期、広島大学)
- 藤田正治 (5期、京都大学)
- 大野宏之 (6期、全国治水砂防協会)
- 片岡順 (19期、名古屋大学)